# Napoleone Parisani
Napoleone Parisani (Camerino, 11 aprile 1854 – Roma, 20 settembre 1932) è stato un pittore italiano.

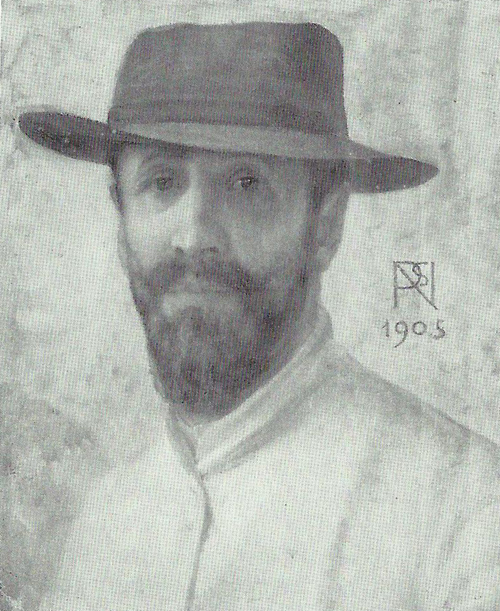
Autoritratto (1905)

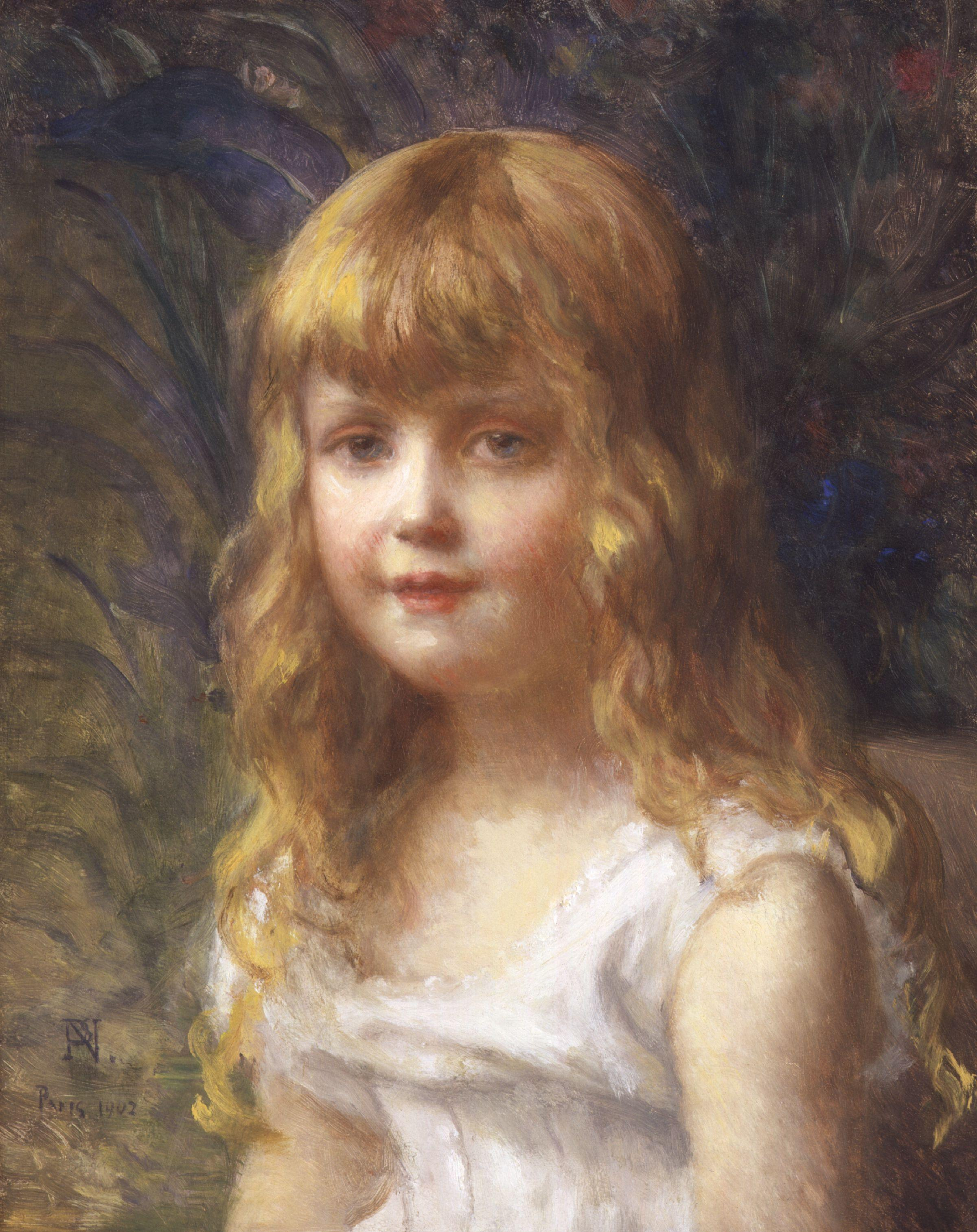
Ava, Viscountess Waverley (1902)

Fu pittore di paesaggio e di figura, tra i protagonisti della stagione artistica romana degli anni '80 e '90 dell'Ottocento.

## Biografia
Esponente di una delle più antiche e nobili famiglie camerti (sua madre apparteneva alla famiglia romana dei principi Gabrielli, discendenti diretti di Napoleone Bonaparte; suo padre conte dell'antica casata dei Parisani originaria di Ascoli Piceno e liberale convinto, fu il primo sindaco di Camerino all'indomani dell'Unità d'Italia), fu inizialmente indirizzato dalla famiglia verso studi agrari ed economici.
Trasferitosi a Roma nei primi anni Ottanta per intraprendere la carriera di pittore, visse presso i Bonaparte suoi parenti e i Primoli, le più importanti famiglie nobiliari romane dell'Ottocento. In particolare, fu in affettuosi rapporti con i suoi zii Placido Gabrielli e Augusta Bonaparte Gabrielli, per i quali dipinse varie opere. A Roma conobbe Ernest Hébert, pittore francese e direttore dell'Accademia di Francia a Villa Medici; presso il suo studio Parisani incontrò Adelaide Lucaferri, modella nata a Saracinesco ma di famiglia anticolana, che divenne sua compagna di vita (e la cui sorella Rosa fu moglie del pittore spagnolo Mariano Barbasán).
Tra le sue frequentazioni artistiche si segnala anche quella, almeno dal 1883, con Giovanni Costa del quale divenne uno dei principali seguaci ed epigoni.
Fu amico del pittore Adolfo de Carolis, con cui scambiò una fitta corrispondenza e fece parte delle associazioni artistiche patrocinate da Costa come "Scuola Etrusca" (1883-84) e "In arte libertas" (1886), e infine dei "XXV della campagna romana" (1904), con il soprannome di Cane levriero, a causa della sua figura lunghissima, snellissima e blasonata. Nel 1899 partecipò alla III Esposizione internazionale d'arte di Venezia.
Napoleone Parisani fu anche un appassionato collezionista d'arte, e nel suo appartamento romano di Corso d'Italia 11 raccolse una pregevole collezione di dipinti, tra cui l'Ecce homo di Bartolomeo Manfredi, oggi al Memphis Brooks Museum of Art di Memphis, negli Stati Uniti, che Parisani credeva opera del Caravaggio.